# Альдо Кастеллані
Альдо Кастеллані (повне ім'я Альдо Луїджі Маріо Кастеллані, італ. Aldo Castellani, Aldo Luigi Mario Castellani; 8 вересня 1874, Флоренція — 3 жовтня 1971, Лісабон) — італійський лікар, бактеріолог і патологоанатом.

## Біографія
Вивчаючи медицину у Флорентійському університеті упродовж 1893—1899 років Кастеллані був захоплений клінічним оглядом пацієнтів у палаті та обстеуванням їх за допомогою неврологічного молоточка, що його однокурсники прозвали його Марвелінг — «маленький молоток». Він також захопився дерматологією, яку викладав професор Цельсо Пелліцарі (1851—1925), найвідоміший на той час дерматолог Італії.
Він їздив по містах разом із університетською командою фехтування. Професором, який найбільше вплинув на нього, був П'єтро Грокко (1856—1916), який призначив його студентським інтерном. У той час магістранти могли відвідувати курси в різних медичних школах, а влітку Кастеллані відвідував різні англійські лікарні. Його дипломна робота була присвячена виділенню збудника черевного тифу з крові. Він став доктором медицини у Флоренції у 1899 році.
Кастеллані певний час працював з професором Вльтером Крузе (1864—1943) в Боннському університеті. Там він вивчив у лабораторії техніку приготування бульйону для бактеріальних досліджень і розробив тест, який використовувався у багатьох країнах світу для диференціації тісно пов'язаних бактерій. Він продовжував навчання в Лондонській школі тропічної медицини, де був дуже вражений лекціями Патріка Менсона.
У 1903 році Кастеллані був запрошений приєднатися до експедиції в Уганду для розслідування епідемії сонної хвороби. Він виявив, що Trypanosome ambience присутня в спинномозковій рідині більшості пацієнтів, які страждали на сонну хворобу, і став першим, хто встановив її причину. Це було опубліковано в британському медичному журналі в тому році.
Наприкінці 1903 року він був призначений професором Медичного коледжу Коломбо та директором бактеріологічного інституту в Цейлоні (Шрі-Ланка). Саме тут, в 1905 році, він виявив збудника фрамбезії. Його відкриття було опубліковано в Deutsche medizinische Wochenschrift наступного року. Він залишився на Цейлоні до 1915 року і пізніше описав свій час там з 1903 по 1915 рік як найщасливіші роки свого життя. Він одружився з англійкою в 1910 році, в них була дочка Жаклін.
Хоча й був англофілом, Кастеллані ніколи не прийняв англійське громадянство, і в 1915 році, коли Італія вступила у першу світову війну, він повернувся до медичної служби у ВМС Італії. Хоча спочатку він служив у ВМС Італії, але зрештою в англійській армії на Балканах, а в 1917 році — у внутрішньосоюзній медичній комісії. Також у 1917 р. він повідомив про спосіб виявлення глюкози та інших цукрів у сечі, заснований на властивості певних видів гіпоміцетів зброджувати вуглеводні. Через рік після закінчення Першої світової війни Альдо Кастеллані був відправлений до Польщі, країни, повністю спустошеної війною. У 1920 році, перебуваючи у Варшаві, він став свідком радянського вторгнення, яке закінчилося перемогою Польщі та Ризьким договором, підписаним 21 березня 1921 року.
Поки він був на Цейлоні, Кастеллані розробив потрійну вакцину (T.A.B.) та чотирикомпонентну вакцину, до якої входила протихолерна (T.A.B.C.), яка вперше була використана в 1916 році в сербській армії.
Понад двадцять років (1920—1940) він займався своєю професією на вулиці Харлі в районі Вестмінстер у Лондоні, де з XIX століття жили численні фахівці з медицини та хірургії, і де він став дуже близьким до сера Едварда Маршалла-Голла, найбільшого британського криміналісту 1920-х років. У цей період він був лікарем культового актора Рудольфа Валентіно та багатьох інших особистостей шоу, музики, а також мистецтва, живописців, скульпторів та архітекторів. Крім того, він консультував кілька дуже відомих адміралів і генералів. За закликом сера Патріка Менсона його покликали в Лондонську школу тропічної медицини як лектора, а з 1924 по 1930 рік він був професором тропічної медицини в університеті Тулан, Новий Орлеан. Став лицарем-командором ордену Святого Михайла і Святого Георгія у 1928 році. Під час Другої світової війни його англійські відзнаки були відкликані, але пізніше їх було повернуто королевою Єлизаветою. Кастеллані доглядав у медичному плані за багатьма дипломатами, зокрема за всіма італійськими послами у Великій Британії з 1920-х років до Другої світової війни. Під час перебування у Британії він познайомився з членами старої та нової європейської аристократії. Він дуже зблизився з Гульєльмо Марконі. Під його опікою були тоді люди королівського роду, такі як король Греції Георгій, інфант Альфонсо д'Орлеан, король Італії Умберто II та кілька членів савойського дому, а також суверени Індії та Далекого Сходу.
Кастеллані лікував Беніто Муссоліні, який страждав на виразку дванадцятипалої кишки. Перша зустріч відбулася в жовтні 1925 року, потім з 1926 року відбувалося по парі пару щорічних зустрічей до 1943 року. Завдяки стосункам, які склалися між лікарем та Муссоліні, під час римського візиту Гітлера в Палаццо Венеції Кастеллані зустрівся з ним. Кастеллані також був лікарем брата Муссоліні Арнальдо і його дружини Донни Рейчел. Кастеллані мав звичку багато обговорювати з Донною Рейчел, зокрема, одного разу виступ припав на зручність того, що студенти медичних вузів отримують кращу практичну підготовку, перш ніж починати займатися фізичними вправами. Через кілька місяців у Сенаті був затверджений закон про встановлення Державного іспиту на медичну практику. У 1931 році він заснував Інститут тропічної медицини при Римському університеті. У 1932 році італійська академія присудила йому «премію Муссоліні» за науку. У співпраці з І. Яконом він написав «Посібник з тропічних хвороб» (1937).
10 червня 1940 року Італія та Велика Британія вступили у Другу світову війну. У цей період Альдо Кастеллані проживав у Лондоні, і оскільки він ніколи не думав змінювати громадянство, незважаючи на те, що так довго прожив у Великий Британії, його змусили взяти притулок в італійському посольстві, де він став офіційним медичним консультантом. Через кілька днів Альдо Кастеллані сів у потяг до Глазго, а потім здійснив посадку на корабль, що прямував до Лісабона. Звідси він на борту іншого корабля прибув до Мессіни 6 липня і, зрештою, до Риму протягом дня, де він зв'язався з маршалом Бадольо та міністром ВМС, адміралом Доменіко Каньянірі, які його відправили до Лівії. Перед приїздом до африканського регіону йому довелося поїхати до Парижа, саме до Інституту Пастера, щоб взяти сироватки та вакцини, яких не вистачало в Італії. Завдяки наданій польовій службі та в лікарнях Лівії, Альдо Кастеллані отримав срібну медаль за доблесть. Коли німці прибули до Триполі в лютому 1941 року, італійському лікарю було наказано опікуватися медичною службою німецької армії. Протягом 1942 року, в той час як італійська армія мала задовільний стан здоров'я, серед німецьких військ вирувала епідемія жовтяниці. 27 жовтня 1942 року Кастеллані призначений генеральним медичним начальником. Через кілька місяців, 19 січня 1943 року, він відплив із Триполі, щоб дістатися до Риму.
Кастеллані провів останню частину свого життя, подорожуючи, але він залишився особистим лікарем колишнього італійського короля Умберто II, засланого в Кашкайш. Після плебісциту, який привів до утворення Італійської республіки, Кастеллані, за прохання короля Умберто II привіз королеву Марію Жозе Бельгійську та її дітей з Італії до Португалії. Така ситуація дала йому можливість багато подорожувати як офіційного супровідника королеви та зустрічатися з відомими людьми. Він відвідав Женеву як гість бельгійського короля Леопольда III, потім повернувся до Риму, де його запросив папа Пій XII до Кастель Гандольфо. Їздив до Іспанії, де милувався мавританськими містами Гранадою, Кордобою, Малагою та Севільєю. Перед поверненням до Португалії він зупинився в Марокко, де був гостем паші Марракешу. У 1947 році уряд Португалії призначив Альдо Кастеллані на посаду професора в Лісабонському інституті тропічних хвороб, де йому було призначено невелику лабораторію, завдяки якій він міг би продовжувати свої дослідження в галузях тропічної медицини, тропічної дерматології, бактеріології та мікології. Він отримав титул маркіза і графа Кисімаджо. Помер у Лісабоні 3 жовтня 1971 року.
Його номіновано на Нобелівську премію з фізіології або медицини 21 раз упродовж 1905—1953 років.
Кастеллані опублікував понад 400 робіт у європейських та американських наукових журналах. Він також написав мемуари «Між мікробами та королями» (Мілан, 1961 рік).

## Науковий доробок
- On the discovery of a species of trypanosoma in the cerebrospinal fluid of cases of sleeping sickness. Proceedings of the Royal Society of London, 1903, 71: 501—508. (Про виявлення видів трипаносом у спинномозковій рідині при випадках сонної хвороби)
- On the presence of spirochaetes in two cases of ulcerated parangi (yaws). British Medical Journal, 1905, 2: 1280, 1330—1331, 1430. (Про виявлення спірохет у двох випадках фрамбезії)

## Об'єкти, названі на честь Кастеллані
- Виразка Кастеллані (міцетоїдна виразка) — хронічна, одинична або множинна виразка з локалізацією на нозі; спричинюють Micrococcus[8].
- Тест аглютинації Кастеллані — реакція абсорбції антигену сумнівного штаму бактерій проти відомих штамів бактерій з використанням специфічних імунних тіл.[9][10]
- Фарба Кастеллані або фукорцин — використовується як дезінфікуючий засіб для шкіри та при лікуванні деяких інфекцій шкіри. Він ефективний при гнійничкових дерматозах кистей рук і ніг, а також його рекомендують застосовувати при свербежі навколо ануса та вульви. До складу входять фенол, резорцин, основний фуксин, борна кислота та ацетон. Фарбу Кастеллані запропонував у 1905 році.
- Синдром Кастеллані — поєднання гарячки, гепатоспленомегалії (збільшення печінки і селезінки), артриту, що характеризується повільним початком та нездужанням. Зазвичай спостерігається у чоловіків середнього віку.
- Хвороба Кастеллані — спірохетоз, що виникає у жінок негритянської раси в Ямайці та Центральній Америці. З настанням статевої зрілості з'являється настирливий гострий бронхіт, у мокротинні є багато спірохет. Передбачається автосомно-домінантне успадкування[11][12].